# یکلا
یِکلا (به اسپانیایی: Yecla) یکی از شهرداری‌های کومارکای شرقی و در بخش خودمختار مورسیا در کشور اسپانیا قرار دارد. تا سال ۲۰۱۰ مساحت این شهرداری ۶۰۷٫۷ کیلومتر مربع و جمعیت آن ۳۴۹۴۵ تَن می‌باشد.